# Lucas Brandis

Karte des Heiligen Landes aus dem Rudimentum novitiorum (1475)

Lucas Brandis (* vor 1450 in Delitzsch; † nach 1500 wahrscheinlich in Lübeck; auch Lukas Brandis geschrieben) war ein bedeutender Buchdrucker und Typograf der Inkunabelzeit, der hauptsächlich in Merseburg, Magdeburg und Lübeck tätig war.

## Leben

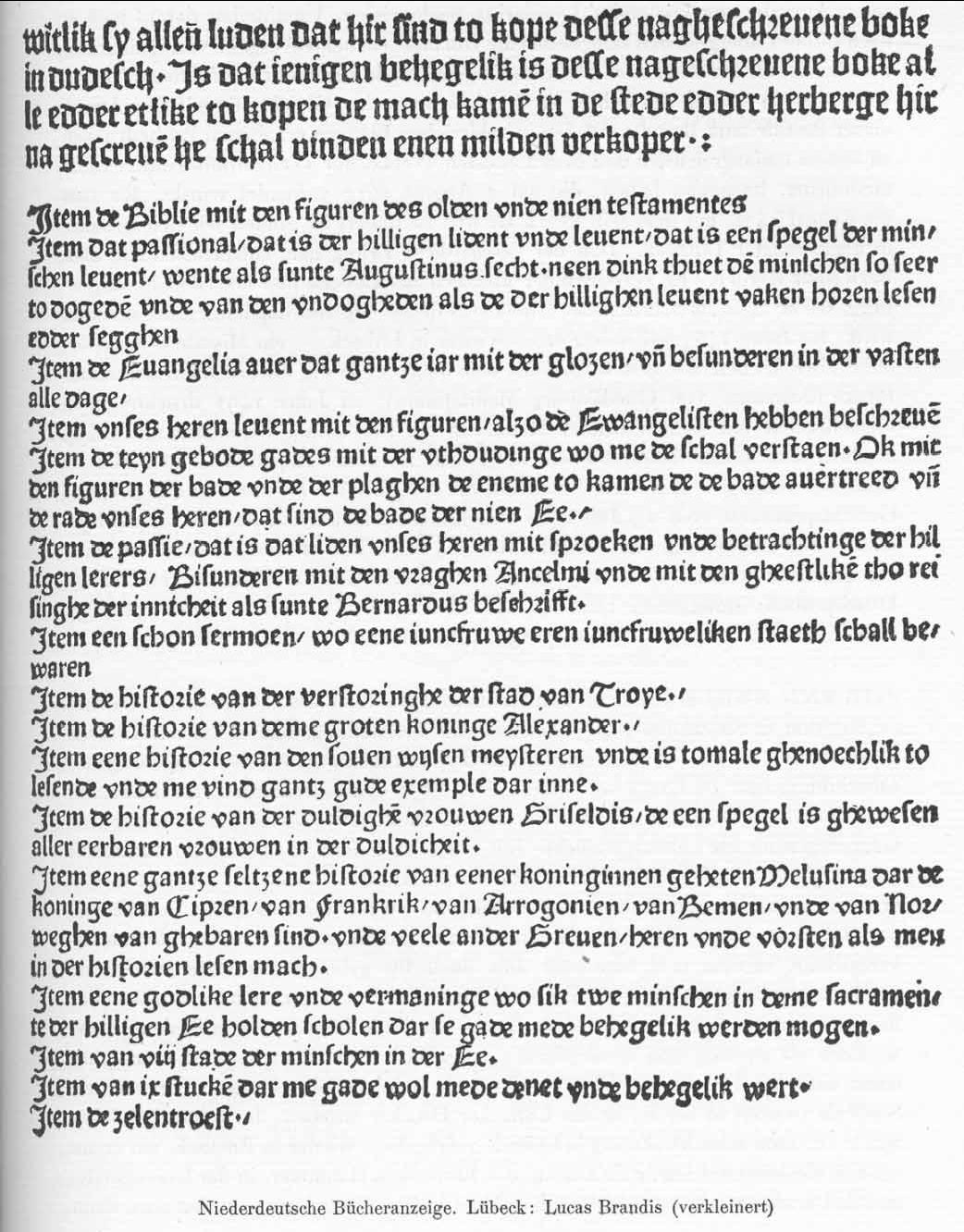
Bücheranzeige von Lucas Brandis, um 1478 (GW 5014)

Lucas Brandis gehörte mit seinen Brüdern Marcus, Matthäus und Moritz zu einer bedeutenden Familie von Buchdruckern. Er war der erste Drucker, der sich in Lübeck, der am Ende des Mittelalters neben Köln und Wien bevölkerungsreichsten Stadt des Deutschen Reiches, niederließ. Brandis absolvierte ein Studium an der Leipziger Universität. Wo und wann er das Druckerhandwerk erlernte, kann nicht mit Bestimmtheit gesagt werden. Die vergleichende Analyse seines frühen Typenmaterials macht es aber wahrscheinlich, dass er in der Mainzer Offizin von Johannes Fust und Peter Schöffer zum Buchdrucker ausgebildet wurde. Seine eigene Druckerei gründete Lucas Brandis in Merseburg. Die ersten datierten Drucke (Augustinus’ De quaestionibus Orosii und Aristoteles’ Lapidarius) erschienen 1473.
Noch vor dem Ende dieses Jahres begab sich Brandis nach Lübeck. Dort begann er mit der Arbeit an seinem wohl bedeutendsten Werk, der 474 Blätter starken Weltchronik Rudimentum novitiorum. Am 5. August 1475 vollendete er dieses umfangreiche Projekt. In der Folge druckte er noch u. a. ein Breviarium Lubicense, die Scala coeli sowie Flavius Josephus’ De antiquitatibus und De bello Judaico. Brandis brachte aber auch volkssprachliche Titel zur Ausgabe, so z. B. einen niederdeutschen Psalter sowie De nye Ee (1478) und den Spegel der mynschlicken behaltnisse (1476).
Trotz aller produktiven Anstrengungen war seiner Offizin kein entsprechender geschäftlicher Erfolg beschieden. Spätestens 1479 verließ er Lübeck und begab sich nach Magdeburg, um dort als Schriftgießer bei dem Drucker Bartholomäus Ghotan zu arbeiten. Die Typen für dessen Missale Magdeburgense dürften von Lucas Brandis hergestellt worden sein. Brandis kehrte nach kurzer Zeit wieder nach Lübeck zurück und vollendete 1483 den Druck eines Messbuches für das dänische Bistum Odense (Missale Othoniense).
Über die nachfolgenden Jahre können aufgrund fehlender Quellen kaum belegbare Aussagen gemacht werden. Ein größeres Druckwerk ist erst wieder aus dem Jahre 1497 bekannt, als Lucas Brandis in Gemeinschaft mit seinem Bruder Matthäus ein Breviarium Othoniense zur Ausgabe brachte. Danach nahmen die wirtschaftlichen Schwierigkeiten seiner Offizin wohl noch weiter zu. Lucas Brandis' letztes datiertes Druckwerk (Petrus von Ravennas Repetitio C. Inter alia de emunitate ecclesiae) stammt aus dem Jahr 1499. Von seiner bedrängten finanziellen Situation gibt ein Gerichtsprotokoll vom 15. Juli 1500 Nachricht. Brandis wurde auferlegt, Lübeck bis zur Begleichung seiner Schulden nicht zu verlassen und keinen Besitz von dort zu verschicken. Über sein weiteres Leben gibt es keine gesicherten Erkenntnisse. Er verstarb wahrscheinlich nach 1500.

## Werk

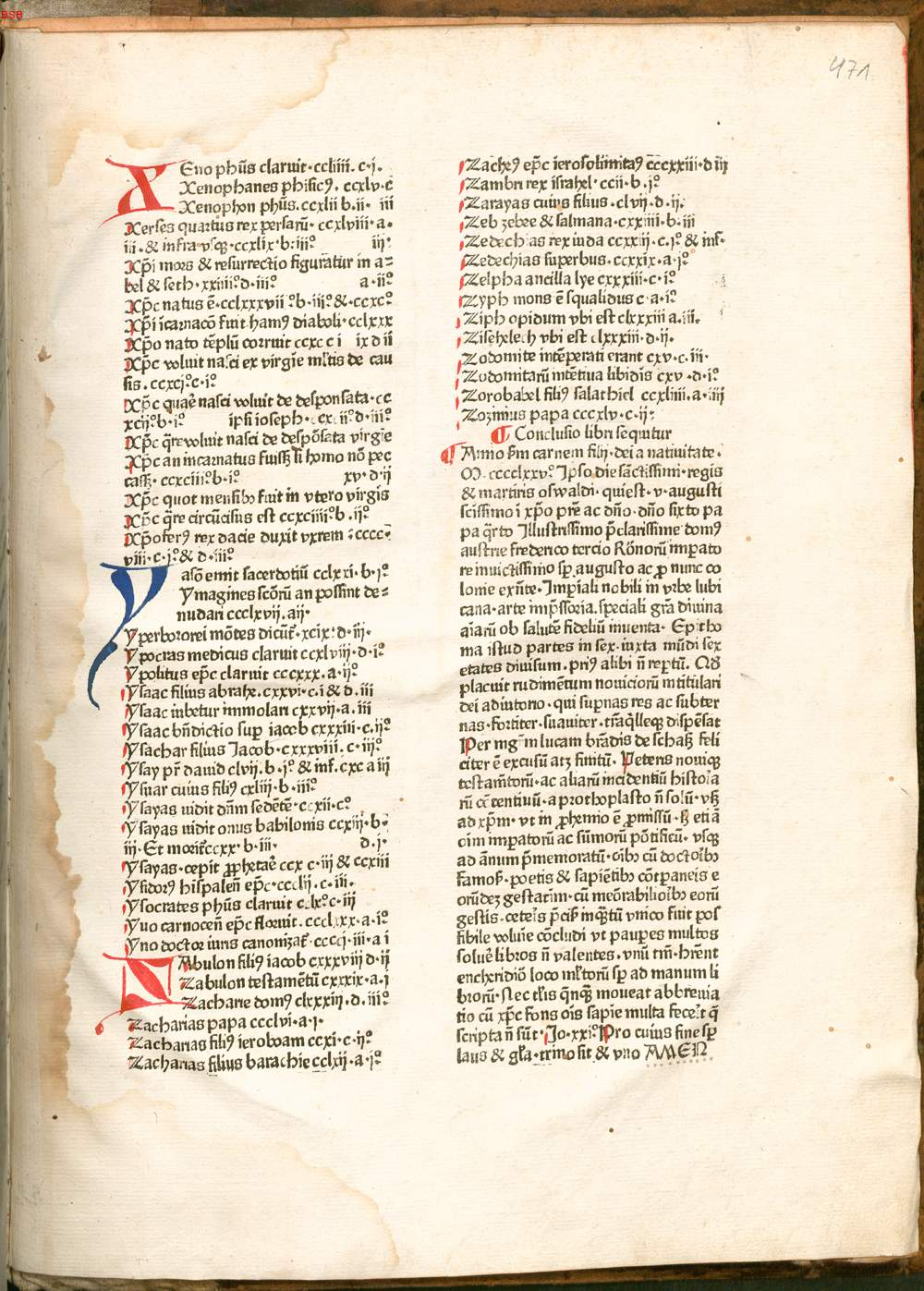
Letzte Seite des Rudimentum novitiorum mit Kolophon

Lucas Brandis Offizin werden mindestens 59 bekannte Drucke zugeordnet. Da nur wenige seiner Druckschriften eine vollständige Datierung aufweisen, erfolgte diese Zuordnung anhand der vergleichenden Analyse der Typen. Lucas Brandis verwendete eine kräftige rundgotische Schrift, die nachfolgend in Norddeutschland weite Verbreitung fand und nach ihrem Schöpfer Brandistype genannt wurde.
Als sein bedeutendstes Druckwerk gilt das Rudimentum novitiorum, eine monumentale Weltgeschichte, die wahrscheinlich von einem Geistlichen verfasst wurde und u. a. auch als Lehrbuch zur Ausbildung von Klerikern diente. Das Werk war mit zahlreichen Initialen und Ornamentleisten verziert und enthielt über hundert Holzschnittillustrationen, darunter die erste gedruckte Weltkarte und die erste gedruckte Karte des Heiligen Landes nach hier ebenfalls erstmals gedruckten Angaben von Burchardus de Monte Sion. Obwohl das Rudimentum novitiorum sogar ins Französische übersetzt und unter dem Titel La Mer de hystoires in Paris gedruckt wurde, erwies sich das Projekt für Lucas Brandis letztlich als Verlustgeschäft. Als bleibende Leistungen Brandis' werden neben dem Rudimentum novitiorum die Herstellung des ersten gedruckten Buches in mittelniederdeutscher Sprache und der Druck des ersten Textes der Antike in Norddeutschland (Flavius Josephus' De bello Judaico) gewertet.
Lucas Brandis bediente sich für die Verbreitung seiner Druckschriften bereits moderner Formen der Vermarktung. Vor seinem Umzug nach Magdeburg 1479 veröffentlichte er eine werbende Bücheranzeige, in der 16 Titel aufgelistet waren (siehe Abbildung). Davon sind heute 13 in mindestens einem Exemplar überliefert.

### Digitalisate
- Poggio Bracciolini: Facetiae (um 1474):
  - Exemplar der Stadtbibliothek Lübeck
- Rudimentum noviciorum sive Chronicarum et historiarum epitome (Lübeck, 5. August 1475):
  - Exemplar der Stadtbibliothek Lübeck
  - Exemplar der Bayerischen Staatsbibliothek
  - Exemplar der Anna-Amalia-Bibliothek
- Flavius Josephus: Antiquitates judaicae (ca. 1475), Exemplar der Bayerischen Staatsbibliothek
- Johannes Gobius: Scala coeli. (1476) Exemplar der Universitäts- und Stadtbibliothek Köln
- Johannes de Turrecremata: Expositio super toto psalterio (nicht nach 1476), Exemplar der Bayerischen Staatsbibliothek
- Guilelmus Parisiensis: Postilla super epistolas et evangelia (1476/77), Exemplar der Bibliothek des Geistlichen Ministeriums, Greifswald[2]
- Heinrich Urdemann: Dialogus inter Hugonem, Catonem et Oliverium super libertate ecclesiastica (1477/78), Exemplar der Bayerischen Staatsbibliothek
- Artis memorandi precepta. (ca. 1478) Exemplar der Herzog August Bibliothek
- Prologus Arminensis (1478), Exemplar der Bayerischen Staatsbibliothek (BSB-Inc T-407)
- Jacobus de Voragine: Der Heiligen Leben (Legenda Aurea, mittelniederdeutsch, ca. 1478), Exemplar der Bayerischen Staatsbibliothek
- Bernardus de Parentinis: Compendium rationale super repraesentatione et significatione missae (ca. 1478), Exemplar der Bayerischen Staatsbibliothek
- Alanus de Rupe: Apologeticus De psalterio Beatae Mariae Virginis (ca. 1479/80)
  - Exemplar der Bayerischen Staatsbibliothek
  - Exemplar der Stadtbibliothek Lübeck
- Petrus von Ravenna: Repeticio. c. inter alia de emunitate ecclesiae edita a clarissimo iuris utriusque. (1499)
  - Digitalisat des Exemplars der Bibliothek des Geistlichen Ministeriums Greifswald in der Digitalen Bibliothek Mecklenburg-Vorpommern